# Street Fighter (film)
För spelen baserade på filmen, se Street Fighter: The Movie (arkadspel) och Street Fighter: The Movie (konsolspel).
Street Fighter är en amerikansk actionfilm som hade biopremiär i USA den 23 december 1994 med Jean-Claude Van Damme i huvudrollen. Filmen är baserad på TV-spelen Street Fighter, och spelades in i Thailand. Filmen släpptes även som arkadspel med titeln Street Fighter: The Movie och konsolspelet Street Fighter: The Movie till Playstation och Sega Saturn.

## Handling
Guile leder Allied Nations (AN), en armé som kämpar mot Shadaloo, en organisation styrd av M. Bison som har tagit en grupp människor som gisslan. Bison kräver en lösensumma på 20 miljarder dollar för att släppa gisslan. När M. Bison upptäcker att en av de tillfångatagna är Guiles nära vän Carlos Blanka,  skickar han vännen till ett laboratorium för att utföra experiment på honom, för att skapa en supersoldat.

## Skådespelare
- Jean-Claude Van Damme - Colonel William F. Guile
- Raul Julia - General M. Bison
- Ming-Na - Chun-Li Zang
- Damian Chapa - Ken Masters
- Kylie Minogue - Lieutenant Cammy
- Simon Callow - A.N. Official
- Roshan Seth - Dr. Dhalsim
- Wes Studi - Victor Sagat
- Byron Mann - Ryu Hoshi
- Grand L. Bush - Balrog
- Peter Navy Tuiasosopo - E. Honda
- Jay Tavare - Vega
- Andrew Bryniarski - Zangief
- Gregg Rainwater - T. Hawk
- Miguel A. Núñez Jr. - Dee Jay

## Mottagande
Filmen fick mest negativ kritik. Gametrailers rankade filmen på åttonde plats för sämsta filmer baserade på datorspel.

### Fotnoter
1. ↑  http://boxofficemojo.com/movies/?id=streetfighter.htm
2. ↑  ”Street Fighter” (på engelska). Box Office Mojo. 23 december 1994. http://www.boxofficemojo.com/movies/?id=streetfighter.htm. Läst 7 september 2016.
3. ↑  ”GT Countdown: Top Ten Worst Video Game Movies”. Gametrailers. 17 september 2008. http://www.gametrailers.com/videos/exfuwl/gt-countdown-top-ten-worst-video-game-movies. Läst 11 februari 2011.